# Remington Model 17
Il Remington Model 17  è un fucile a pompa prodotto dall'omonima azienda statunitense.

## Descrizione
Le caratteristiche del model 17 sono state riprese nei successivi Mossberg 500 e Remington 870; esso è utilizzato prevalentemente per uso da caccia e il design insieme alle caratteristiche tecniche furono riprese da molti fucili successivi.
Fu progettato da John Browning e John Pederson.